# Fisch des Jahres (Österreich)
Den Titel Fisch des Jahres, auch Wassertier des Jahres verleiht das Österreichische Kuratorium für Fischerei und Gewässerschutz (ÖKF Fishlife), der  Österreichische Fischereiverband (ÖFV), die Landesfischereiverbände und Landesorganisationen der Fischerei  und das Bundesamt für Wasserwirtschaft (BAW, Scharfling) in Zusammenarbeit.
Mit diesem Titel will man auf die Gefährdung der Fischfauna in Österreich hinweisen. Der Titel wurde ab 2002 vom ÖKF verliehen, seit 2012 zusammen mit den anderen Organisationen. Seit 2014 (für 2015) werden Nominierungen seitens der Fachorganisationen durch Abstimmung Interessierter gewählt.

## Bisherige Preisträger
| Jahr | deutscher Name         | wissenschaftlicher Name | Abbildung                |
| ---- | ---------------------- | ----------------------- | ------------------------ |
| 2002 | Europäische Äsche (1.) | Thymallus thymallus     | 2002 Europäische Äsche   |
| 2003 | Nase (1.)              | Chondrostoma nasus      | 2003 Nase                |
| 2004 | Aland                  | Leuciscus idus          | 2004 Aland               |
| 2005 | Seesaibling (1.)       | Salvelinus umbla        | 2005 Seesaibling         |
| 2006 | Koppe                  | Cottus gobio            | 2006 Koppe               |
| 2007 | Schleie                | Tinca tinca             | 2007 Schleie             |
| 2008 | Bitterling             | Rhodeus amarus          | 2008 Bitterling          |
| 2009 | Aal                    | Anguilla anguilla       | 2009 Aal                 |
| 2010 | Karausche              | Carassius carassius     | 2010 Karausche           |
| 2011 | Europäische Äsche (2.) | Thymallus thymallus     | 2011 Europäische Äsche   |
| 2011 | Rutte                  | Lota lota               | 2011 Rutte               |
| 2012 | Huchen (1.)            | Hucho hucho             | 2012 Huchen              |
| 2013 | Forelle/Seeforelle     | Salmo trutta            | 2013 Forelle             |
| 2014 | Sterlet                | Acipenser ruthenus      | 2014 Sterlet             |
| 2015 | Nase (2.)              | Chondrostoma nasus      | 2015 Nase                |
| 2016 | Elritze                | Phoxinus phoxinus       | 2016 Elritze             |
| 2017 | Seesaibling (2.)       | Salvelinus umbla        | 2017 Seesaibling         |
| 2018 | Europäischer Wels      | Silurus glanis          | 2018 Europäischer Wels   |
| 2019 | Edelkrebs              | Astacus astacus         | 2019 Edelkrebs           |
| 2020 | Bachforelle            | Salmo trutta fario      | 2020 Bachforelle         |
| 2021 | Äsche                  | Thymallus thymallus     | 2021 Äsche               |
| 2022 | Barbe                  | Barbus barbus           | 2022 Barbe               |
| 2023 | Huchen (2.)            | Hucho hucho             | 2023 Huchen              |
| 2024 | Schleie (2.)           | Tinca tinca             | 2024 Schleie             |
| 2025 | Europäischer Hausen    | Huso huso               | 2025 Europäischer Hausen |

## Nachweise und Anmerkungen
1. 1 2  Fisch des Jahres.
2. 1 2 3  Die Äsche wurde 2011 von ÖKF Fishlife erwählt, die Rutte von Fischereiverband und BAW – ab dem folgenden Jahr wurde gemeinsam gewählt.
3. ↑  Der ÖKF zählt die Art „Forelle“ als Fisch des Jahres, der ÖFV nur die Form „Seeforelle“, vgl. die Seite des ÖKV: Fisch des Jahres 2013: Die Forelle (Salmo Trutta).